# Solnečnodol'sk
Solnečnodol'sk (in russo Солнечнодольск?) è un insediamento di tipo urbano della Russia europea meridionale, situato nell'Izobil'nenskij rajon del Territorio di Stavropol'.
Si trova 47 km a nord-ovest di Stavropol' e a 28 km da Izobil'nyj.